# Haití en los Juegos Olímpicos de Río de Janeiro 2016
Haití participa en los Juegos Olímpicos de 2016 en Río de Janeiro, Brasil, del 5 al 21 de agosto de 2016.

## Deportes

### Atletismo
Haití logró la participación de tres atletas.
Hombres
| Atleta         | Evento               | Eliminatoria | Eliminatoria | Cuartos de final | Cuartos de final | Semifinal | Semifinal | Final     | Final |
| Atleta         | Evento               | Resultado    | Rango        | Resultado        | Rango            | Resultado | Rango     | Resultado | Rango |
| -------------- | -------------------- | ------------ | ------------ | ---------------- | ---------------- | --------- | --------- | --------- | ----- |
| Jeffrey Julmis | 110 m con obstáculos |              |              | —                | —                |           |           |           |       |
| Darrell Wesh   | 100 m                | —            | —            |                  |                  |           |           |           |       |

Mujeres
| Atleta      | Evento               | Eliminatoria | Eliminatoria | Semifinal | Semifinal | Final     | Final |
| Atleta      | Evento               | Resultado    | Rango        | Resultado | Rango     | Resultado | Rango |
| ----------- | -------------------- | ------------ | ------------ | --------- | --------- | --------- | ----- |
| Mulern Jean | 100 m con obstáculos |              |              |           |           |           |       |

### Boxeo
Haití logró la participación de un boxeador, Richardson Hitchins, para competir en la categoría de peso superligero masculino.

### Judo
Haití logró de la participación de un judoca, Josue Deprez, para la categoría de peso ligero (- 73 kg) masculino en los Juegos.

### Halterofilia
Haití recibió una invitación de la comisión tripartita para enviar a Edouard Joseph en la categoría de peso pluma (62 kg) para los Juegos Olímpicos, lo que significó la vuelta olímpica de la nación para la halterofilia por primera vez desde 1960.

### Lucha
Haití recibió una invitación de la comisión tripartita para enviar un luchador en la categoría estilo libre masculino -74 kg a los Juegos Olímpicos, lo que significa el debut de la nación en el deporte. Asnage Castelly es el primer luchador Olímpico de Haití.

### Natación
Haití recibió una invitación de la Federación Internacional de Natación para enviar a dos nadadores, significando el regreso de la nación al deporte desde Atlanta 1996.
| Atleta             | Event                       | Heat   | Heat  | Semifinal | Semifinal | Final  | Final |
| Atleta             | Event                       | Tiempo | Rango | Tiempo    | Rango     | Tiempo | Rango |
| ------------------ | --------------------------- | ------ | ----- | --------- | --------- | ------ | ----- |
| Frantz Dorsainvil  | 50 m estilo libre masculino |        |       |           |           |        |       |
| Naomy Grand’Pierre | 50 m estilo libre femenino  |        |       |           |           |        |       |